# Freiherr
Freiherr (din germană: „domn liber”; pl. Freiherren) este un rang nobiliar mic folosit în Sfântul Imperiu Roman de Națiune Germană, dar și în state germane de mai târziu precum Prusia, Bavaria, Württemberg ș.a. În Austro-Ungaria, Germania, țările nordice și țările baltice titlul de Freiherr era și este considerat un echivalent parțial al rangului de baron. Inițial, distincția de acei baroni era stabilită prin acordarea unui pământ alodial către Freiherr, în locul unei feude.

## Terminologie. Titulaturi
Soția unui Freiherr se numește Freifrau (germ. „doamnă liberă”), iar fiica se numește Freiin (forma prescurtată pentru Freiherrin). În Germania fiii unui Freiherr păstrau titlul și puteau fi numiți „baroni”; tot așa, adresarea „baroneasă” (Baronin) către soție sau fiică nu era considerată greșită în anumite contexte.
O formă folosită în limbile scandinave este friherre (considerat în Suedia inferior lui greve – cf. germ. Graf, „conte” – și deasupra rangului de obetitlad adel). Echivalentul titlului friherre în limba finlandeză este vapaaherra.

## În secolul al XX-lea
Titlul de Freiherr a fost abolit în Austria după încheierea Primului Război Mondial, mai precis în anul 1919. În Finlanda astfel de titluri nu s-au mai oferit începând cu anul 1917. Acest rang nobiliar se utilizează și astăzi în Germania și în Suedia.